# Cobanocythere labiata
Cobanocythere labiata is een mosselkreeftjessoort uit de familie van de Cobanocytheridae. De wetenschappelijke naam van de soort is voor het eerst geldig gepubliceerd in 1959 door Hartmann.